# Госсау (Санкт-Галлен)
Госсау (нім. Gossau SG) — місто  в Швейцарії в кантоні Санкт-Галлен, виборчий округ Санкт-Галлен.

## Географія
Госсау має площу 27,5 км², з яких на 21,9% дозволяється будівництво (житлове та будівництво доріг), 60,6% використовуються в сільськогосподарських цілях, 16,2% зайнято лісами, 1,3% не є продуктивними (річки, льодовики або гори).

## Демографія
2019 року в місті мешкало 18 108 осіб (+1,9% порівняно з 2010 роком), іноземців було 20,4%. Густота населення становила 658 осіб/км².
За віковим діапазоном населення розподілялося таким чином: 19,2% — особи молодші 20 років, 60,5% — особи у віці 20—64 років, 20,3% — особи у віці 65 років та старші. Було 7980 помешкань (у середньому 2,2 особи в помешканні).
Із загальної кількості 13 292 працюючих 329 було зайнятих в первинному секторі, 4272 — в обробній промисловості, 8691 — в галузі послуг.